# 반장 (학급)
학급에서의 반장(班長)은 학교의 학급에서 대표 직책을 맡고 있는 학생을 의미한다. 반장의 명칭은 각 학교에 따라 다르며, 회장이라고 하는 경우도 있다. 일반적으로 학급마다 1명 내지 2명을 선출하며, 부반장도 같이 선정한다. 보통 학급회의 진행을 하거나 선생님을 도와서 잔심부름을 하는 경우가 대부분이다.
미국에서는 스튜던트 카운슬(Student council)이라는 대한민국의 반장과 비슷한 직책이 있다.